# Lecomtella
Lecomtella là một chi thực vật có hoa trong họ Hòa thảo (Poaceae).

## Loài
Chi Lecomtella gồm các loài: